# Кіт (фільм, 1971)
«Кіт» (фр. Le Chat) — франко-італійський психологічна драма 1971 року режисера П'єра Граньє-Дефера за однойменним романом Жоржа Сіменона. Здобув два призи на Берлінському кінофестивалі. Прем'єра фільму відбулася 24 квітня 1971 року.

## Сюжет
Це історія про літню пару пенсіонерів. Клемансо і Жульєн живуть на околиці Парижа в Курбевуа, де руйнують старі будинки і будують нові. Він, колишній працівник друкарні; вона колишня гімнастка цирку на трапеції, чия кар'єра закінчилася передчасно через падіння під час вистави. Вони ніколи не мали дітей. Колись молодими вони були щасливими, та обоє постарішали і дуже змінилися. Тепер їм важко пригадати ті часи, коли в їхньому будинку розквітала любов. Жульєн охолов до своєї «акробатки», тепер його «товаришем» став кіт…

## Ролі виконують
- Жан Габен — Жульєн Буен
- Симона Синьйоре — Клеманс Буен
- Анні Корді — Неллі, власниця готелю «Флорида»
- Жак Ріспаль — лікар
- Ніколь Десеї — медсестра
- Карло Нель — агент з виселення
- Ів Барсак — архітектор

## Нагороди і номінації
- 1971 — два призи «Срібний ведмідь» Берлінського кінофестивалю (за найкращу чоловічу роль — Жан Габен і за найкращу жіночу роль — Симона Синьйоре), а також номінація на приз «Золотий ведмідь».[1]